# Mormopterus francoismoutoui
Mormopterus francoismoutoui — вид кажанів родини молосових, ендемік Реюньйона.